# 巴拿赫极限
在数学分析中，巴拿赫极限（英語：Banach limit）指的是定义在全体有界复序列组成的巴拿赫空间{\displaystyle \ell ^{\infty }}上，对每个{\displaystyle \ell ^{\infty }}中的序列{\displaystyle x=(x_{n})}、{\displaystyle y=(y_{n})}和复数{\displaystyle \alpha }满足：
1. {\displaystyle \phi (\alpha x+y)=\alpha \phi (x)+\phi (y)}（线性）；
2. 若对每个{\displaystyle n\in \mathbb {N} }有{\displaystyle x_{n}\geq 0}，则{\displaystyle \phi (x)\geq 0}（正定性）；
3. {\displaystyle \phi (x)=\phi (Sx)}，其中{\displaystyle S}是移位算子，定义为{\displaystyle (Sx)_{n}=x_{n+1}}（移位不变性）；
4. 若{\displaystyle x}是收敛序列，则{\displaystyle \phi (x)=\lim x}

的连续线性泛函{\displaystyle \phi :\ell ^{\infty }\to \mathbb {C} }。
因此，{\displaystyle \phi }是对连续线性泛函{\displaystyle \lim :c\to \mathbb {C} }的延拓，其中{\displaystyle c\subset \ell ^{\infty }}是{\displaystyle \mathbb {C} }中收敛到某个极限的全体序列组成的复向量空间。进而可以视为发散级数论中的一个可和法。
换句话说，巴拿赫极限是对通常意义下极限概念的延拓，并且是线性、移位不变、正定的。可以对某个序列找到两个巴拿赫极限，使得各自作用下得到两个不同的值，我们称这类序列的巴拿赫极限不是唯一确定的。
作为上述性质的一个推论，每个实值巴拿赫极限也满足：
{\displaystyle \liminf _{n\to \infty }x_{n}\leq \phi (x)\leq \limsup _{n\to \infty }x_{n}}
巴拿赫极限的存在性通常需要应用哈恩-巴拿赫定理证明（分析学方法），也可以应用超滤子（这种方法在集合论的讨论中出现得更频繁）。这些证明都一定会用到选择公理（即所谓的非构造证明）。

## 几乎收敛
某些不收敛的级数在巴拿赫极限的作用下是唯一确定的。 例如{\displaystyle x=(1,0,1,0,\ldots )}，注意到{\displaystyle x+S(x)=(1,1,1,\ldots )}是常序列，并且
{\displaystyle 2\phi (x)=\phi (x)+\phi (Sx)=\phi (x+Sx)=\phi ((1,1,1,\ldots ))=\lim((1,1,1,\ldots ))=1.}
因此对每个巴拿赫极限而言，它以{\displaystyle 1/2}为极限。
我们将每个巴拿赫极限{\displaystyle \phi }下有相同的{\displaystyle \phi (x)}的有界序列{\displaystyle x}称为几乎收敛的。

## Ba 空间
在{\displaystyle c\subset \ell ^{\infty }}中给定收敛序列{\displaystyle x=(x_{n})}，如果考虑对偶{\displaystyle \langle \ell ^{1},\ell ^{\infty }\rangle }，{\displaystyle x}通常的极限并不由{\displaystyle \ell ^{1}}的某个元素给出。实际上{\displaystyle \ell ^{\infty }}是{\displaystyle \ell ^{1}}的连续对偶空间（对偶巴拿赫空间）；反过来，{\displaystyle \ell ^{1}}虽然能诱导出{\displaystyle \ell ^{\infty }}中的连续线性泛函，但并不是全部。每个{\displaystyle \ell ^{\infty }}上的巴拿赫极限都是{\displaystyle \ell ^{\infty }}的对偶巴拿赫空间中的一个元素，但不在{\displaystyle \ell ^{1}}中。{\displaystyle \ell ^{\infty }}的对偶叫做ba空间，由一切自然数集子集的σ-代数上有限可加（符号）测度组成，或者等价地说是由每个自然数集的Stone–Čech紧化上的波莱尔（符号）测度组成。